# Faiditus subdolus
Faiditus subdolus là một loài nhện trong họ Theridiidae.
Loài này thuộc chi Faiditus. Faiditus subdolus được Octavius Pickard-Cambridge miêu tả năm 1898.